# Грем'яско
Грем'яско, Ґрем'яско (італ. Gremiasco, п'єм. Gremiasch) — муніципалітет в Італії, у регіоні П'ємонт,  провінція Алессандрія.
Грем'яско розташований на відстані близько 430 км на північний захід від Рима, 115 км на схід від Турина, 45 км на схід від Алессандрії.
Населення — 333 особи (2014).
Покровитель — San Giacomo.

## Демографія
Населення за роками:

Станом на 1 січня 2023 року в муніципалітеті офіційно проживало 25 іноземців з 5 країн, серед них 20 громадян країн Євросоюзу.

## Сусідні муніципалітети
- Баньярія
- Бриньяно-Фраската
- Чечима
- Фаббрика-Куроне
- Монтакуто
- Понте-Ніцца
- Сан-Себастіано-Куроне
- Варці